# Bénédicte Savoy
Pour les articles homonymes, voir Savoy.
Bénédicte Savoy, née le 22 mai 1972 à Paris, est une universitaire et historienne de l'art française.
Elle est professeure d’histoire de l’art à l’université technique de Berlin. De 2016 jusqu'à 2021, elle a occupé la chaire internationale « Histoire culturelle des patrimoines artistiques en Europe, XVIIIe – XXe siècle » au Collège de France à Paris.
En tant que spécialiste des « translocations » d'œuvres d'art (y compris les vols d'œuvres d'art et l'art de pillage), elle a rédigé en 2018, avec Felwine Sarr, un rapport sur la restitution du patrimoine culturel africain pour le président Emmanuel Macron. Ce rapport a été contesté par différents experts, dont l'ancien président du musée du Quai Branly, ainsi que les journaux spécialisés tels que La Tribune de l'art et La Gazette Drouot.

## Biographie
Ancienne élève des lycées Fénelon et Henri IV à Paris, Bénédicte Savoy séjourne en 1988-1989 dans une famille d’accueil à Berlin-Ouest où elle fréquente le lycée Beethoven.
En 1992, elle est reçue deuxième à l'École normale supérieure de Fontenay-Saint-Cloud et en 1996 première à l'agrégation d'allemand. Avant son installation à Berlin en 1993, elle participe aux premières créations théâtrales d’Olivier Py : Gaspacho, un chien mort (1991) et Les Aventures de Paco Goliard (1992).
Elle consacre ses premiers travaux universitaires au peintre Anselm Kiefer (sous la direction de Jean-Noël Vuarnet), puis soutient en 2000 un doctorat intitulé « Les spoliations artistiques de la France en Allemagne autour de 1800 » sous la direction de Michel Espagne. Cette thèse est publiée en deux volumes, aux éditions de la Maison des Sciences de l'Homme en 2003, avec une préface de Pierre Rosenberg de l'Académie française.
Nommée « professeure junior » au département d’histoire de l’art de l’université technique de Berlin en 2003, elle y est depuis 2009 titulaire d’une chaire consacrée à l’« Histoire de l’art comme histoire culturelle » (« Kunstgeschichte als Kulturgeschichte »).
De 2007 à 2012, Bénédicte Savoy a été élue à la Junge Akademie. En 2016, elle devient membre de l'Académie des sciences de Berlin Brandebourg. L'année suivante, elle est admise à l'Académie allemande pour la langue et la littérature. Elle a également été membre du cluster d’excellence « Topoi - The Formation and Transformation of Space and Knowledge in Ancient Civilization » à Berlin de 2007 à 2019.

## Travaux
Ses recherches portent sur l’histoire culturelle et sociale des arts, sur l’histoire des musées, sur les questions de spoliations artistiques.
Bénédicte Savoy travaille notamment sur le regard italien et allemand sur les spoliations artistiques commises par Napoléon. En 2010, elle est commissaire générale de l’exposition « Napoleon und Europa. Traum und Trauma » au hall des expositions de la République fédérale (de) à Bonn (avec Yann Potin), exposition reprise sous une forme adaptée au musée de l'Armée.
Elle assure avec David Blankenstein le commissariat général de l’exposition « Les Frères Humboldt. L’Europe de l’esprit » à l’Observatoire de Paris pour Paris Sciences Lettres (PSL) en 2014 et de l'exposition « Wilhelm und Alexander von Humboldt » au Deutsches Historisches Museum à Berlin qui s'est tenue de novembre 2019 à avril 2020.
En 2024, Bénédicte Savoy occupe la « Cátedra del Prado », une chaire académique invitée au musée du Prado à Madrid.

### Au Collège de France, de 2016 à 2021

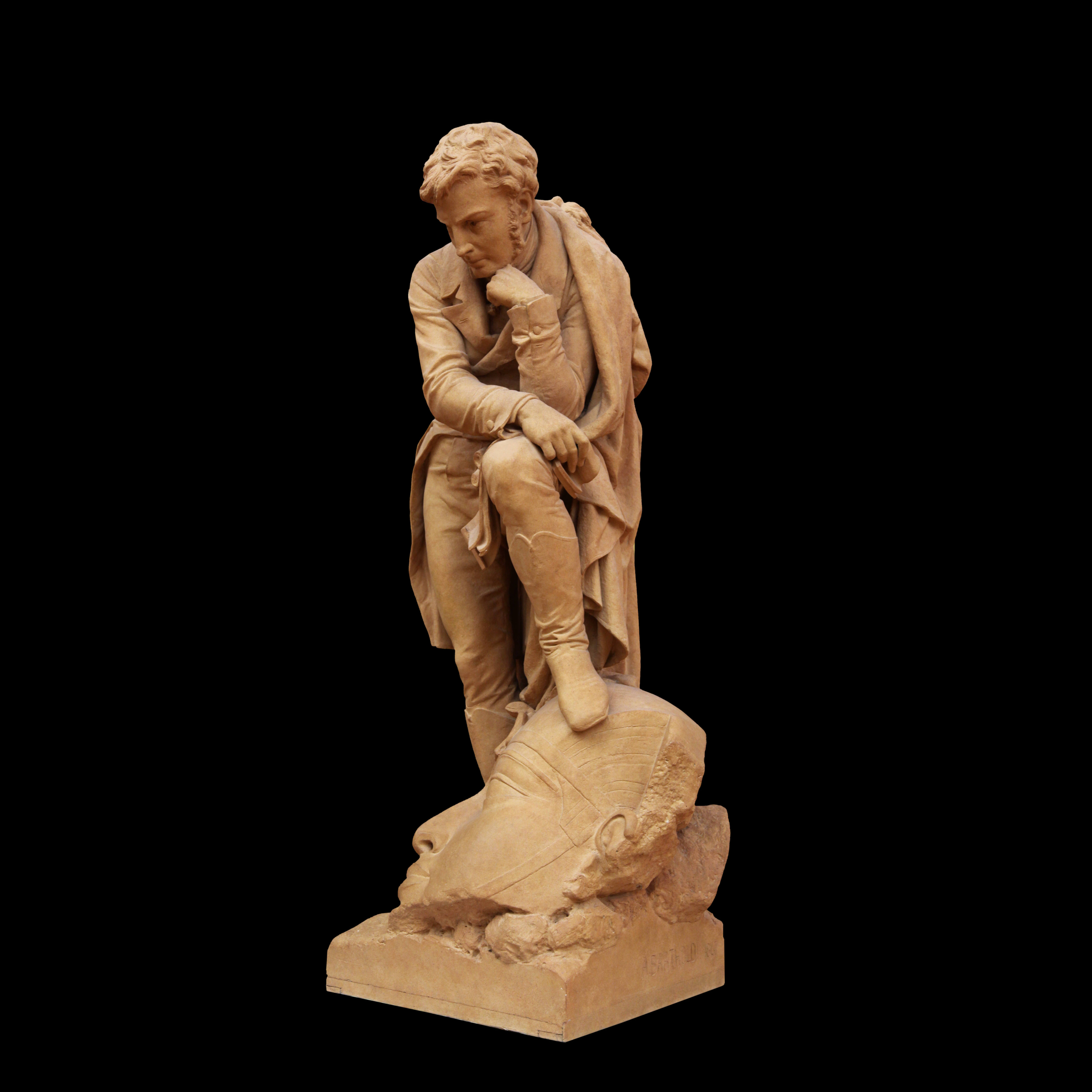
Statue de Champollion appuyant le pied sur la tête d'un sphinx par Bartholdi. Pour Bénédicte Savoy, c'est un symbole de la libido de domination occidentale sur les autres civilisations.

Après une intervention en tant que professeur invitée de Carlo Ossola en 2015, Bénédicte Savoy occupe entre 2016 et 2021 la chaire internationale Histoire culturelle du patrimoine artistique en Europe, XVIIIe – XXe siècles au Collège de France. Sa leçon inaugurale, intitulée « Objets du désir, désirs d'objets », est consacrée aux spoliations artistiques. En 2019, elle est publiée en allemand sous le titre Die Provenienz der Kultur (en français : La Provenance de la culture). Le texte a également été publié en italien dans la revue Il Giornale dell'Arte.
Sa leçon inaugurale a été critiquée par une partie de la presse spécialisée dans les questions patrimoniales pour son analyse de la statue de Bartholdi représentant Champollion installée dans la cour du Collège de France.

### Rapport sur la restitution du patrimoine culturel africain, de 2018 à 2020
En mars 2018, elle se voit également confier par le président de la République Emmanuel Macron une mission d'étude, avec l'écrivain et économiste sénégalais Felwine Sarr, auteur en 2016 de l'essai Afrotopia, sur la question des restitutions, temporaires ou définitives, aux pays d'origine du patrimoine africain, ramené dans des institutions culturelles françaises pendant la période de la colonisation. Leur rapport est remis en français et en anglais officiellement le 23 novembre 2018, et publié en ligne ainsi qu'au Seuil en coédition avec les éditions Philippe Rey.
L'orientation du rapport est vivement critiquée ou remise en question par plusieurs spécialistes dont le journaliste et historien de l'art Didier Rykner, qui en juge l'inspiration politique et qui s'inquiète de la sécurité des œuvres restituées. Le magazine Le Point critique un rapport au titre et au vocabulaire inspiré par les études postcoloniales et un rapport teinté de « repentance ». On reproche aussi aux deux rédacteurs du rapport de ne pas être spécialistes de l'art africain ni de la colonisation et de n'avoir sollicité pour l'écrire que des « amis experts », selon leurs propres termes. L'historien de l'art africain Bertrand Goy rappelle pour sa part que la plus grande majorité des œuvres arrivées en Europe n'est pas issue de pillages, mais du commerce (à une époque où personne n'imaginait qu'elles auraient un jour une forte valeur marchande), alors que de nombreux conservateurs de musée rappellent que les vols artistiques ont aussi été internes à l'Afrique, sans provoquer les mêmes débats entre musées du continent. Les très mauvaises conditions de conservation dans certains musées africains sont enfin pointées du doigt, tout comme le précédent du musée royal de l'Afrique centrale — devenu AfricaMuseum — de Tervuren (Belgique), qui avait restitué 114 œuvres au Zaïre dans les années 1970-1980, dont il ne reste que 21 pièces en 2018, la plupart ayant été depuis volées ou revendues dans l'illégalité.
Bénédicte Savoy s'étant défendue contre ces critiques, en particulier concernant la méthode, Didier Rykner a répondu en apportant des éclaircissements concernant ce qu'il estime représenter des incohérences, des partis-pris idéologiques et la superficialité du processus ayant abouti au rapport. Lors de la remise du rapport « Rapport sur la restitution du patrimoine culturel africain : vers une nouvelle éthique relationnelle » le 23 novembre 2018, Emmanuel Macron annonce la restitution prochaine de 26 œuvres au Bénin, validant ainsi son orientation. Cette restitution fait l'objet d'une loi promulguée fin 2020.
Ce rapport et sa mise en œuvre valent à Bénédicte Savoy et Felwine Sarr d'être classés au troisième rang en 2020 dans le classement annuel des personnes les plus influentes dans le monde de l'art international établi par ArtReview. L'année suivante, le magazine américain Time les classe parmi les personnes les plus influentes du monde.

## Affiliations scientifiques
- Membre du Haut conseil culturel franco-allemand (HCCFA)[35] entre 2015 et 2017[9]
- Membre du conseil scientifique de la Fondation pour la culture de la République fédérale d’Allemagne (Kulturstiftung des Bundes)
- Membre du conseil scientifique de la Fondation des châteaux et jardins prussiens de Berlin-Brandebourg (SPSG) entre 2013 et 2017[9]
- Membre du conseil scientifique du Germanisches Nationalmuseum de Nuremberg entre 2014 et 2016
- Membre du comité scientifique pour l’évaluation des candidatures allemandes à la liste indicative du patrimoine mondial de l’UNESCO en 2013-2014
- Membre du conseil scientifique du Centre allemand d'histoire de l'art, Paris (depuis 2015)
- Membre du conseil scientifique du groupe de recherche « Alexander von Humboldt auf Reisen, Wissenschaft aus der Bewegung », Académie des sciences de Berlin (depuis 2015)[36]
- Membre du conseil scientifique de l’Institut français d’histoire en Allemagne (IFRA), Francfort-sur-le-Main entre 2015 et 2020[37]
- Membre de l’équipe internationale d’experts associée à Neil MacGregor pour le projet de « Forum Humboldt », Berlin entre 2015 et 2017[6]
- Membre du conseil scientifique du Centre allemand des biens culturels spoliés (Deutsches Zentrum für Kulturgutverluste), Magdebourg (depuis 2015)[38]
- Membre du conseil scientifique du musée du Louvre, Paris (depuis 2015)[6]
- Membre de l'Académie des sciences de Berlin (BBAW), 2016[39]

## Distinctions

### Prix
- 2001 : Prix Pierre Grappin de l’Association des germanistes de l’enseignement supérieur
- 2008 : Prix Walter De Gruyter de l’Académie des sciences de Berlin
- 2011 : Prix Richard-Hamann d'histoire de l'art
- 2014 : Prix « Opus Magnum » de la Fondation Volkswagen
- 2015 : Prix de l'Académie de Berlin
- 2015 : Prix du rayonnement de la langue et de la littérature françaises de l'Académie française
- 2016 : Prix Gottfried-Wilhelm-Leibniz[40]
- 2017: Prix de Kythera de la Kythera-Kulturstiftung[41]
- 2021 : Médaille Carl-Friedrich-Gauß de la société scientifique de Braunschweig[42]
- 2022 : Glas der Vernunft, Prix du citoyen de Kassel[43]
- 2022 : Grand prix franco-allemand des Médias pour son travail de recherche et son engagement en faveur de la restitution des œuvres d'art emportées des anciennes colonies[44]
- 2022 : Prix du Conseil culturel allemand (Kulturpolitikpreis)[45]
- 2023 : Prix scientifique de Berlin[46]
- 2024 : Clark Prize for Excellence in Arts Writing, Clark Art Institute[47]
- 2024 : Prix Elina & Louis Pauwels, Société des Gens de Lettres[48]

En 2020, leur rapport sur la restitution des biens culturels africains et la réaction publique qui en a découlé ont valu à Bénédicte Savoy et Felwine Sarr la troisième place dans le classement annuel des « Personnes les plus influentes du monde de l’art international », établi par le magazine ArtReview. De plus, le magazine Time les a classés parmi les « 100 personnes les plus influentes de l'année 2021 ».

### Décorations
- Chevalière de l'ordre national du Mérite (2013)
- Chevalière de la Légion d'honneur (2022)[51]

## Publications
Bénédicte Savoy est l’auteure d’une vingtaine d’ouvrages parmi lesquels, en français : Patrimoine annexé. Les biens culturels saisis par la France en Allemagne autour de 1800, 2 vol., Paris 2003, préface de Pierre Rosenberg ; Dictionnaire des historiens de l’art allemands (avec Michel Espagne), Paris, 2010 ; Les frères Humboldt. L’Europe de l’esprit, catalogue d’exposition (avec David Blankenstein), Paris, 2014. Son enquête de 2011 sur la présence à Berlin du buste de Nefertiti (Nofretete. Eine deutsch-französische Affäre, 1912-1931, Cologne 2011) a été relayée par la presse allemande (Der Spiegel) et française (Le Monde).

### Collections (co-direction)
Bénédicte Savoy co-dirige avec Andreas Beyer et Wolf Tegethoff le dictionnaire de référence Allgemeines Künstlerlexikon (AKL) aux éditions De Gruyter. Chez De Gruyter, elle co-dirige également les collections « Ars et Scientia » (avec Gregor Wedekind et Michael Thimann) et « Contact Zones » (avec Lars Blunck et Avinoam Shalem).

### Ouvrages
- Patrimoine annexé. Les biens culturels saisis par la France en Allemagne autour de 1800, Préface de Pierre Rosenberg, 2 vol., 1021 p., Paris [Éditions de la maison des sciences de l’homme / Coll. «Passages/Passagen» du Centre allemand d’histoire de l’art], 2003  (ISBN 978-2735109883). Trad. allemande : Französischer Kunstraub in Deutschland und die Folgen. 1794-1940, Cologne/Vienne/Weimar, éd. Böhlau, 2010  (ISBN 978-3205784272).
- Nofretete, eine deutsch-französische Affäre, 1913-1931, Cologne/Vienne/Weimar, éd. Böhlau, 2010  (ISBN 978-3412208110).
- "Vom Faustkeil zur Handgranate". Filmpropaganda für die Berliner Museen. 1934-1939, Cologne/Vienne/Weimar, éd. Böhlau, 2014  (ISBN 978-3412222956).
- Objets du désir, désir d'objets, Paris, Fayard, 27 septembre 2017, 88 p. (ISBN 978-2213705132)
- (de) Die Provenienz der Kultur. Von der Trauer des Verlusts zum universalen Menschheitserbe (trad. du français par Philippa Sissis et Hanns Zischler), Berlin, Matthes & Seitz, 2018, 66 p. (ISBN 978-3-95757-568-5)
- (de) Museen. Eine Kindheitserinnerung und die Folgen, Köln, Greven Verlag, 2019, 71 p. (ISBN 978-3-7743-0904-3)
- (de) Afrikas Kampf um seine Kunst. Geschichte einer postkoloniale Niederlage, München, C.H. Beck, 2021, 256 p. (ISBN 978-3-406-76696-1)
- (en) Africa's struggle for its art. History of a postcolonial defeat (trad. de l'allemand par Susanne Meyer-Abich), Princeton, Princeton University Press, 2022, 214 p. (ISBN 978-0-691-23473-1)
- Le Long Combat de l'Afrique pour son art. Histoire d'une défaite postcoloniale, Paris, Seuil, 20 janvier 2023 (ISBN 978-2-02-149711-3)
- À qui appartient la beauté ?, avec la collaboration de Jeanne Pham Tran, Paris, la Découverte, coll. « Histoire-monde », 2024  (ISBN 978-2-348-07704-3)

### Catalogues d’expositions
- (de) David Blankenstein, Bénédicte Savoy, Raphael Gross et Arnulf Scriba, Wilhelm und Alexander von Humboldt, Darmstadt, wbg (Wissenschaftliche Buchgesellschaft), 2019, 296 p. (ISBN 978-3-8062-4046-7)
- Les frères Humboldt. L’Europe de l’Esprit, cat. exp., Paris (De Monza/PSL), 2014 (avec David Blankenstein)  (ISBN 978-2916231303).
- Napoleon und Europa, Traum und Trauma. cat. exp., Bonn, Bundeskunsthalle, München, ed. Prestel, 2010 (avec Yann Potin)  (ISBN 978-3791350882).

### Ouvrages collectifs
- Collectif (éds.), Atlas de l'absence. Le patrimoine culturel du Cameroun en Allemagne, (traduction de la version originale allemande) Berlin, 2023, 540 p. (lire en ligne)
- (de) Kollektiv (éds.), Atlas der Abwesenheit. Kameruns Kulturerbe in Deutschland, Berlin, Reimer, 2023, 520 p. (ISBN 978-3-496-01700-4, DOI https://doi.org/10.11588/arthistoricum.1219)
- (de) Felwine Sarr et Bénédicte Savoy (trad. du français par Daniel Fasten), Zurückgeben. Über die Restitution afrikanischer Kulturgüter, Berlin, Matthes & Seitz, 2019, 223 p. (ISBN 978-3-95757-763-4)
- Felwine Sarr et Bénédicte Savoy, Restituer le patrimoine africain, Paris, Philippe Rey, Seuil, 26 novembre 2018, 192 p. (ISBN 978-2-84876-725-3)
- (en) Bénédicte Savoy, Charlotte Guichard et Christine Howald, Acquiring Cultures. Histories of World Art on Western Markets, Berlin, Boston, De Gruyter, 2018, 324 p. (ISBN 978-3-11-054508-1)
- The Museum is open. Toward a Transnational History of Museums. 1750-1940. Berlin (De Gruyter), 2014 (avec Andrea Meyer)  (ISBN 978-3110298802).
- Pariser Lehrjahre. Ein Lexikon zur Ausbildung deutscher Maler in Paris. Band 1: 1793-1843., Berlin (De Gruyter), 2013, 430 p. (avec France Nerlich)  (ISBN 978-3110290578).
- Dictionnaire des historiens de l’art allemands, Paris, éd. du CNRS (avec Michel Espagne), 2010  (ISBN 978-2271067142).
- (mul) Avec Jean-Michel Leniaud, 5, Pariser Platz à Berlin : une ambassade de légende, Paris, Éditions internationales du patrimoine, coll. « Résidences de France », 2010, 65 p. (ISBN 978-2-9534330-2-9, SUDOC 153805188)Également édité en allemand.
- Tempel der Kunst. Die Geburt des öffentlichen Museums in Deutschland. 1701-1815, Mainz [Philipp von Zabern], 2006  (ISBN 978-3805336376) (Neuauflage Böhlau 2015  (ISBN 978-3412222512)).
- Aubin-Louis Millin et l’Allemagne. Magasin encyclopédique, lettres à Karl August Böttiger, Hildesheim [Olms], 2005 (avec Geneviève Espagne)  (ISBN 978-3487128719).
- Franz Kugler, Deutscher Kunsthistoriker und Berliner Dichter, Berlin, Akademie Verlag (avec Michel Espagne et Céline Trautmann-Waller), 2010  (ISBN 978-3050046457).
- Rom, Paris, Stendal. Der Winckelmann-Nachlaß in Paris. Zur Geschichte der Handschriften Winckelmanns, Stendal, 2002 (avec Elisabeth Décultot et Max Kunze)  (ISBN 978-3910060418).

### Éditions de textes, anthologies, traductions
- (de) Bénédicte Savoy, Merten Lagatz, Philippa Sissis, Beute. Ein Bildatlas zu Kunstraub und Kulturerbe, Berlin, Matthes & Seitz, mai 2021, 389 p. (ISBN 978-3-7518-0311-3)
- (de) Bénédicte Savoy, Robert Skwirblies, Isabelle Dolezalek, Beute. Eine Anthologie zu Kunstraub und Kulturerbe, Berlin, Matthes & Seitz, mai 2021, 430 p. (ISBN 978-3-7518-0312-0)
- Die Berliner Museumsinsel. Impressionen internationaler Besucher. 1830-1990, Köln (Böhlau), 2013, (avec Philippa Sissis)  (ISBN 978-3412209919).
- Museumsgeschichte. Kommentierte Quellentexte 1750-1950, Berlin, éd. Reimer, 2010 (avec Kristina Kratz- Kessemeier, Andrea Meyer)  (ISBN 978-3496014256).
- Helmina von Chézy, Leben und Kunst in Paris seit Napoleon I., Weimar 1805-1807, Berlin, Akademie-Verlag 2009 (édition commentée)  (ISBN 978-3050046280).
- Friedrich Schlegel, Descriptions de tableaux, traduction et introduction de B. Savoy, éd. de l’École des Beaux-Arts, 2003  (ISBN 978-2840561293).
- Julius Schlosser, Objets de curiosité, Paris [Gallimard / éd. Le Promeneur], 2002, traduction et introduction de B. Savoy  (ISBN 978-2-07-076773-1).
- Jean Henry, Journal d'un voyage à Paris en 1814, Paris [Gallimard / éd. Le Promeneur], 2001, édition et introduction de B. Savoy  (ISBN 9782070763726).
- Johann Friedrich Ferdinand Emperius (u. a.), Remarques sur le vol et la restitution des œuvres d'art et des livres précieux de Brunswick - 1806-1815..., Paris [La Vouivre], 1999, édition et introduction de B. Savoy, trad. A. Duthoo  (ISBN 9782912431073).
- Johann Georg Elser, Un attentat contre Hitler, Arles [Actes Sud], 1998, Préface de Gilles Perrault, traduction et introduction B. Savoy  (ISBN 978-2742716548).

### Articles
- « Napoléon hors de France : arts et cours européennes », Perspective, 3 | 2007, 459-462 [mis en ligne le 31 mars 2018, consulté le 07 février 2022. URL : http://journals.openedition.org/perspective/3604 ; DOI : https://doi.org/10.4000/perspective.3604].

### Presse
- (de) Bernhard Schulz, « Kunsthistorikerin Bénédicte Savoy. Auf der Insel der Glückseligkeit », in: Der Tagesspiegel, 17 janvier 2011 (consulté le 7 avril 2015).

### Radio
- « Bénédicte Savoy », sur France Culture (consulté le 7 mai 2024).
- Emmanuel Laurentin, La Fabrique de l'histoire, 2008-2009, « Spoliation, razzia, pillage : l'art comme butin » 3/4, 17 septembre 2008, avec Christina Kott, Yann Potin et Bénédicte Savoy (consulté le 7 avril 2015).